# خاتون أباد (سراب)
خاتون أباد هي قرية في مقاطعة سراب، إيران. عدد سكان هذه القرية هو 197 في سنة 2006.